# Sumiainen
Sumiainen è un ex comune della Finlandia. Si trova nella ex provincia della Finlandia Occidentale ed è parte della regione della Finlandia Centrale. Il comune aveva una popolazione di 1 293 abitanti (nel 2003) e si estendeva su una superficie di 307,93 km² dei quali 77,34 km² erano acqua. La densità di popolazione era di 5.6 abitanti per km².
Sumiainen si unì al comune di Äänekoski insieme a Suolahti nel 2007.
Nel comune si parla esclusivamente finlandese. Il comune era conosciuto anche come "Sumiais" nei documenti svedesi, ma oggi ci si riferisce a "Sumiainen" anche in Svezia.